# Suomo
Suomo (kinesiska: 梭磨乡, 梭磨) är en socken i Kina. Den ligger i provinsen Sichuan, i den sydvästra delen av landet, omkring 260 kilometer väster om provinshuvudstaden Chengdu. Antalet invånare är 2 795. Befolkningen består av 1 199 kvinnor och 1 596 män. Barn under 15 år utgör 14,0 %, vuxna 15-64 år 77 %, och äldre över 65 år 8,0 %.
Genomsnittlig årsnederbörd är 1 024 millimeter. Den regnigaste månaden är juni, med i genomsnitt 228 mm nederbörd, och den torraste är december, med 2 mm nederbörd.